# Ilm-Saale- und Ohrdrufer Platte
Ilm-Saale- und Ohrdrufer Platte bezeichnet die südöstliche Muschelkalk-Einrahmung des Thüringer Beckens zwischen der Ohra bei Ohrdruf im Westen und der Ilm bei Bad Sulza im Nordosten. Nach Südwesten stößt sie an den Thüringer Wald, nach Süden an das Paulinzellaer Vorland, nach Südosten reicht sie bis an das Mittlere Saaletal der Saale zwischen Rudolstadt und Rothenstein, bei Jena sogar östlich darüber hinaus. Nach dem Handbuch der naturräumlichen Gliederung Deutschlands stellt sie eine Haupteinheit der Haupteinheitengruppe Thüringer Becken (mit Randplatten) dar.

## Lage und Teillandschaften
Die Platte erstreckt sich über die Thüringer Landkreise Gotha, Ilm-Kreis, Saalfeld-Rudolstadt, Saale-Orla-Kreis, Weimarer Land sowie die kreisfreien Städte Erfurt, Weimar und Jena. Sie wird durch tektonische Störungen und Flusstäler in verschiedene Platten und Segmente geteilt, deren Hauptplatten die Ohrdrufer Platte (bis 518 m), die Reinsberge (bis 605 m), die Ilm-Saale-Platte (bis 548 m) und die Jenaer Scholle (bis 422 m) darstellen. Der rechts der Saale gelegene Teil der Jenaer Scholle teilt sich wiederum in die markanten Einzelhöhenzüge Wöllmisse (405 m) und Hufeisen (388 m) sowie einige Zeugenberge und den Tautenburger Wald. Inselartig innerhalb der Ilm-Saale-Platte liegt die Buntsandstein-Einsenkung des Tannrodaer Waldlandes beiderseits der Ilm zwischen Tannroda und Bad Berka. Eine deutlich kleinere Insel dieser Art findet sich weiter nordwestlich am Steigerwald, außerdem steht Buntsandstein an der südöstlichen Abdachung zur Saale an.
Während die Reinsberge und die Höhenzüge in der Osthälfte Jenas markant in Einzelberge aufgelöst sind, stellen weite Teile der Haupteinheit umfangreiche Plateaus dar, die nur durch die z. T. stark eingetieften Flusstäler nennenswert reliefiert sind. Insbesondere der Anstieg vom Thüringer Becken aus gestaltet sich weitgehend sanft.

## Naturräumliche Gliederung

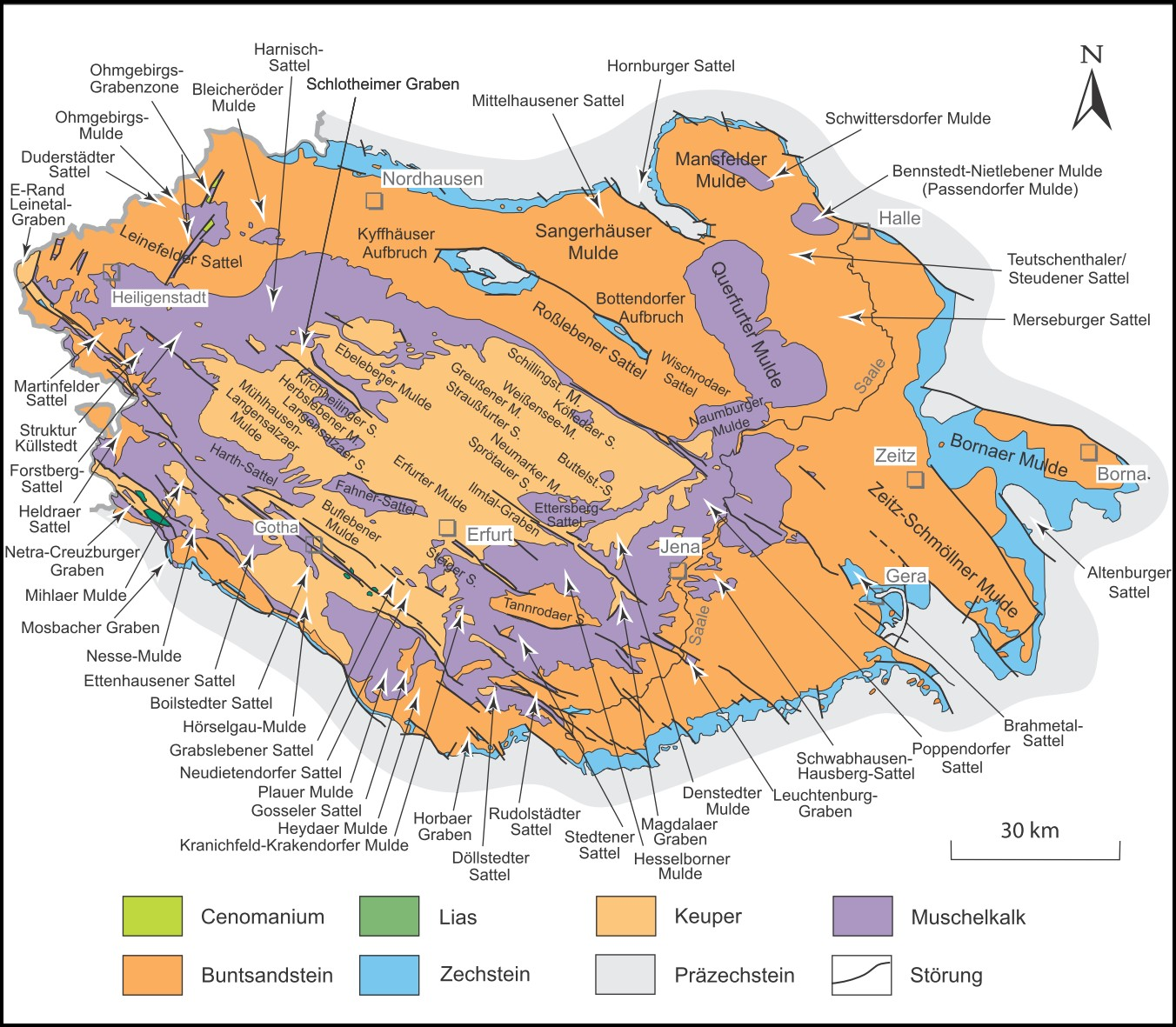
Geologische Struktur des Thüringer Beckens mit den Triasgesteinen Keuper (im Inneren), Muschelkalk (Randplatten) und Buntsandstein (äußere Umrahmung)

### Grobgliederung
Wie folgt gliedern sich in etwa Ilm-Saale- und Ohrdrufer Platte:
- (zu 47/48 Thüringer Becken (mit Randplatten))
  - 474 Ilm-Saale- und Ohrdrufer Platte
    - Ohrdrufer Platte im erweiterten Sinne
      - Ohrdrufer Platte (im engeren Sinne)
      - Reinsberge

    - Ilm-Saale-Platte im erweiterten Sinne
      - Ilm-Saale-Platte (im engeren Sinne)
        - Westteil (Gera-Ilm-Platte)
        - Ilmtal und Tannrodaer Waldland
        - Ostteil
        - Buntsandstein-Südostabdachung

      - Jenaer Scholle
        - Westteil
        - Saale-Durchbruchstal
        - Ostteil
          - Tautenburger Wald
          - Hufeisen
          - Wöllmisse

### Feingliederung

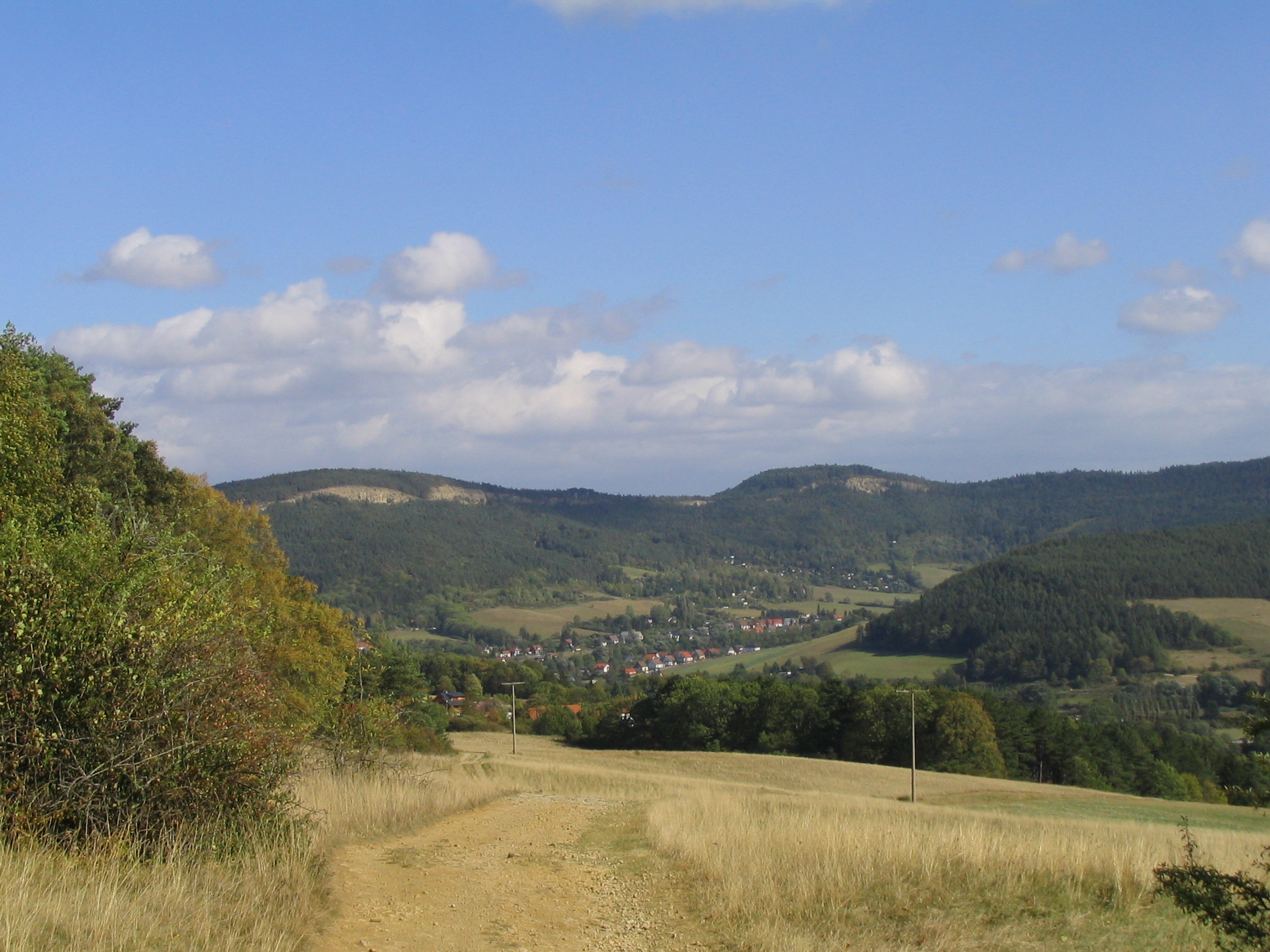
Die Reinsberge

Für die Untergliederung der Haupteinheit Ilm-Saale- und Ohrdrufer Platte in die Ilm-Saale-Platte im erweiterten Sinne und die Ohrdrufer Platte im erweiterten Sinne zeichnet nicht etwa das Tal der die Einheit nach Nordosten hin teilenden Ilm verantwortlich, sondern in der Hauptsache die hercynische, d. h. nach Südosten gerichtete Eichenberg–Gotha–Saalfelder Störungszone. Dennoch ist die Zuordnung bei den südwestlichen Zeugenbergen der Ilm-Saale-Platte, beim Willinger Berg und vor allem beim Singer Berg nicht einheitlich geregelt. Beide verlängern den nach Südosten gerichteten Rücken der Reinsberge, denen sie im Relief ähneln, und liegen südwestlich der Störungszone, werden jedoch durch das Tal der Wipfra bzw., beim Singer, sogar zusätzlich durch das noch tiefere Tal der Ilm vom eigentlichen Höhenzug getrennt. Der Willinger Berg wird halbseitig, der Singer Berg sogar fast gänzlich von Buntsandstein umschlossen, weshalb man sie auch als ausgelagerte Zeugenberge dem Paulinzellaer Vorland zuordnen könnte.
Auch die Abtrennung der Jenaer Scholle von der Ilm-Saale-Platte im engeren Sinne entlang der Schlotheim-Leuchtenburg-Störungszone ist am Magdalaer Graben der Magdel zwar orographisch eindeutig, weiter südöstlich jedoch interpretierbar. Die landschaftlich naheliegendste Trennlinie stellt vermutlich die Trasse der A 4 dar, die nach Osten, zur Saale hin, der Leutra folgt.
Folgende Teilplatten und Segmente sind, intern je von Westen nach Osten, auszumachen:
- Die ReinsbergeOhrdrufer Platte im erweiterten Sinne
  - ↓Ohra (ungefähre Westbegrenzung)
  - westliche Ohrdrufer Platte (bis 506 m)
  - ↓Wilde Weiße mit dem Jonastal (nur nach Nordosten hin Teiler)
  - Plateau von Gossel (bis 518 m)
  - ↓Wilde Gera
  - Kammberg (527 m, flachwelliges Plateau am Südrand)
  - ↓Zahme Gera
  - Weißer Stein (532 m)
  - ↓Reichenbach/Zahme Gera/Gera
  - Reinsberge (bis 605 m)
  - ↓Wipfra
  - Willinger Berg (502 m)
  - ↓Singer Berg (583 m)
- Ilm-Saale-Platte (im engeren Sinne)
  - ↓Wipfra (ungefähre Westgrenze)
  - Westliche Ilm-Saale-Platte (am Riechheimer Berg 513 m)
  - ↓Ilm und Tannrodaer Waldland (im Westteil bis 403 m, im Ostteil bis 429 m)
  - Zentrale Ilm-Saale-Platte (am Großen Kalmberg im Südwesten 548 m, am Kaitsch im Norden noch 497 m)
  - Buntsandstein-Abdachung (im äußersten Südwesten bis 487 m, Berghöhen jedoch meist nur knapp über 400 m)
  - ↓Mittleres Saaletal der Saale (Südostgrenze)
- Jenaer Scholle (mit Taubacher Höhe)
  - ↓Ilm (ungefähre Nordwestgrenze)
  - Taubacher Höhe (303 m; leichte Anhöhe östlich Weimars)
  - ↓Herressener Bach/Apoldaer Störungszone
  - Westliche Jenaer Scholle (am Coppanzer Berg im Süden 422 m, am Silberhügel im äußersten Nor(nord)osten, unmittelbar an der Ilm-Mündung, nur noch 262 m)
  - ↓Saale

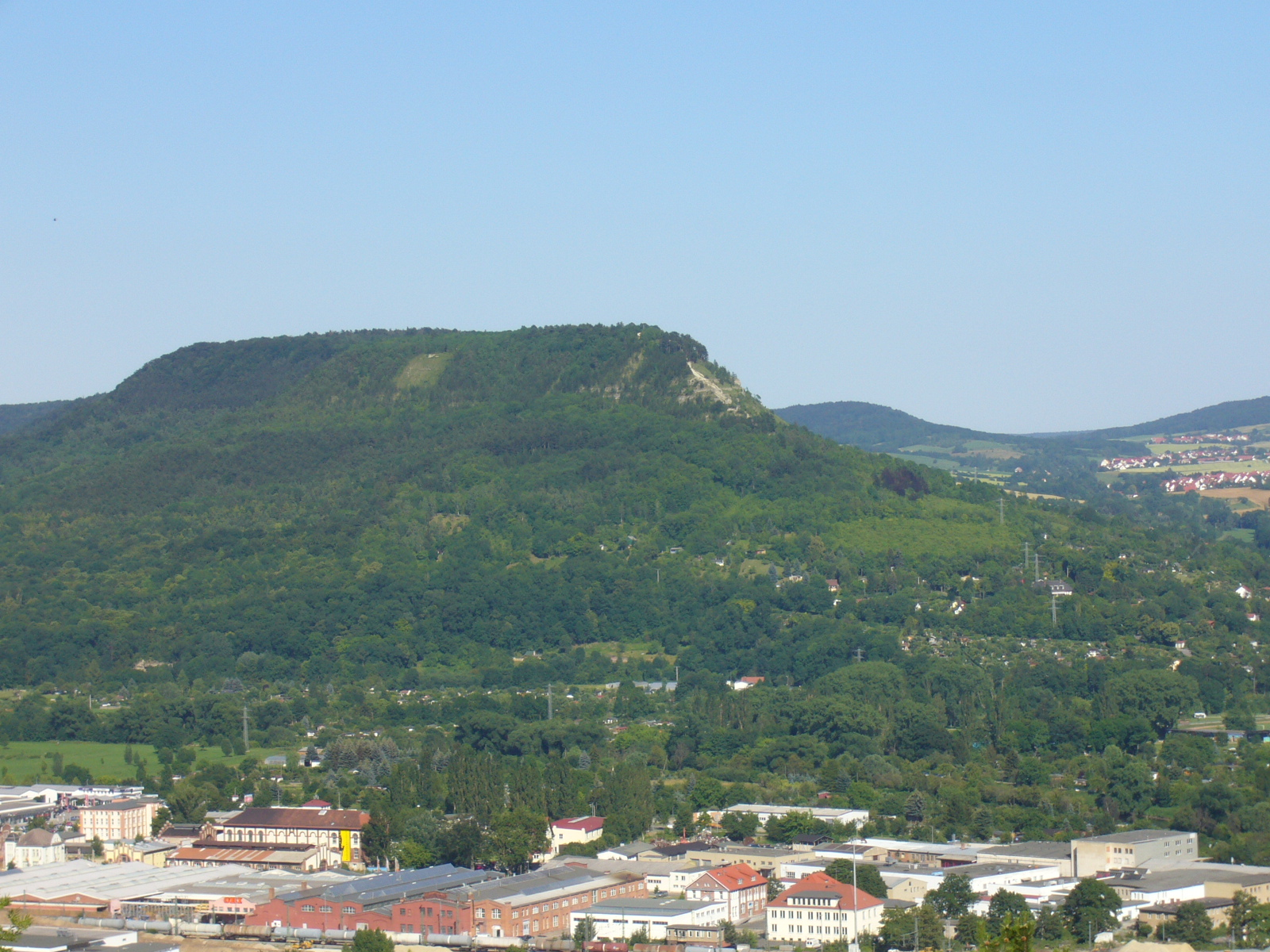
Der Jenzig

  - Der JenzigÖstliche Jenaer Scholle (nachfolgend von Süd nach Nord)
    - ↓Roda (ungefähre Südgrenze)
    - Wöllmisse (bis 405 m)
    - ↓Gemdenbach
    - Hufeisen (am Jenzig im Süden 385 m, am Großen Gleisberg im Norden 388 m)
      - Dorlberg (373 m, südöstlicher Zeugenberg)
      - Alter Gleisberg (343 m, nordöstlicher Zeugenberg)

    - ↓Gleise
    - Tautenburger Wald (bis 360 m)

## Zuordnung nach TLUG
Die Thüringer Landesanstalt für Umwelt und Geologie (TLUG) verfügt über die eigene, thüringeninterne Gliederung Die Naturräume Thüringens, innerhalb derer, von Grenzmarginalitäten abgesehen, fast die komplette Haupteinheit als Ilm-Saale-Ohrdrufer Platte unter den Muschelkalk-Platten und -Bergländern geführt wird.
Nicht zur Einheit nach TLUG gehörig sind einzig das Tannrodaer Waldland, das dort eine eigenständige Einheit darstellt, und die Buntsandstein-Abdachung der Ilm-Saale-Platte zur Saale, die der Saale-Sandsteinplatte zugerechnet wird – beides Buntsandstein-Hügelländer. Dabei ist zu beachten, dass die Einheiten des Handbuches immer einfach zusammenhängend sind – weshalb das inselartige Tannrodaer Waldland nur eine Untereinheit der hiesigen Haupteinheit sein kann – während bei TLUG die Kategorisierung nach Hauptgestein im Vordergrund steht und Einheiten auch mehrteilig sein können (wie bei der Saale-Sandsteinplatte der Fall). 